# Parribacus caledonicus
Parribacus caledonicus är en kräftdjursart som beskrevs av Lipke Bijdeley Holthuis 1960. Parribacus caledonicus ingår i släktet Parribacus och familjen Scyllaridae. IUCN kategoriserar arten globalt som livskraftig. Inga underarter finns listade i Catalogue of Life.

## Bildgalleri

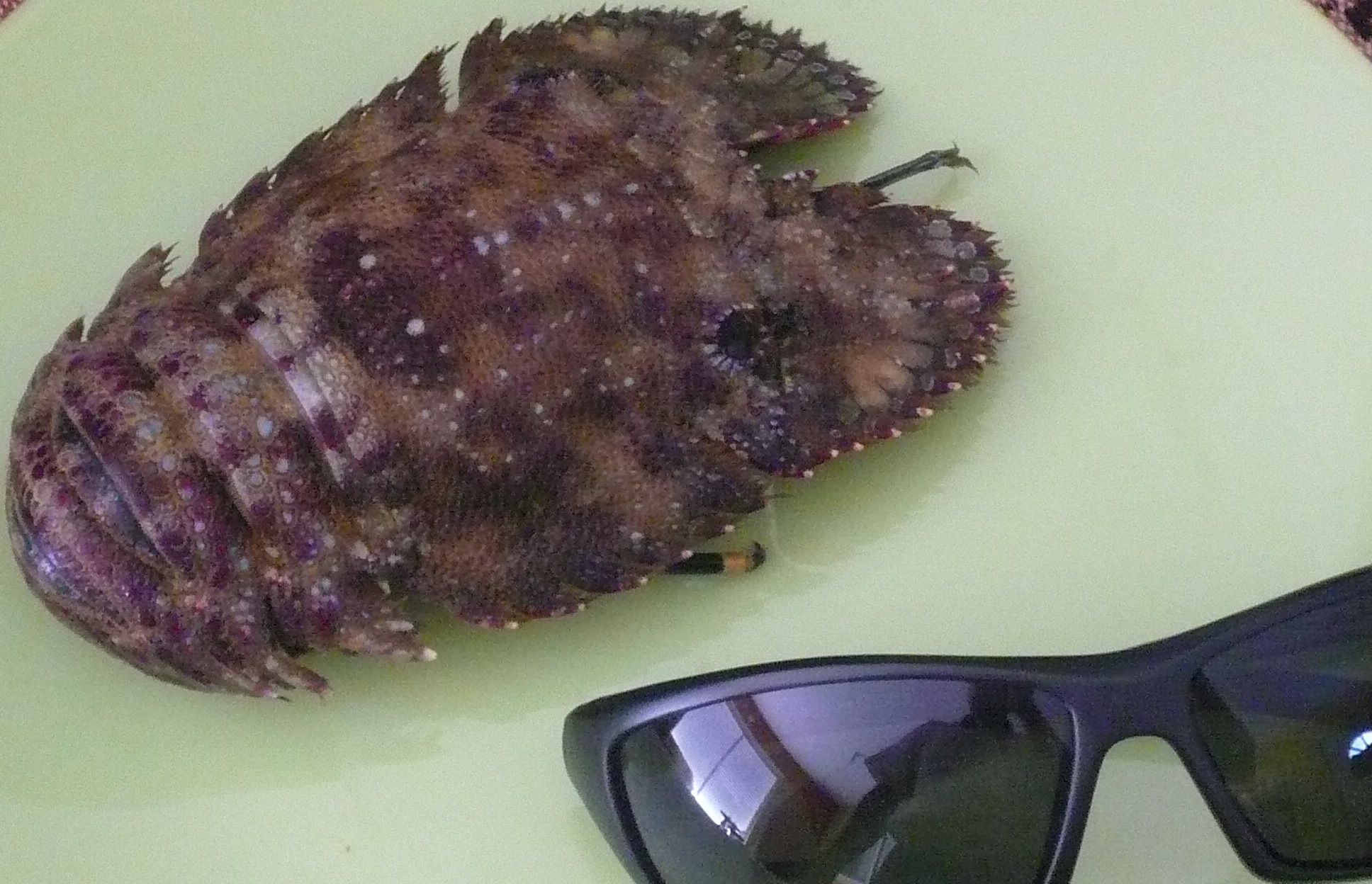
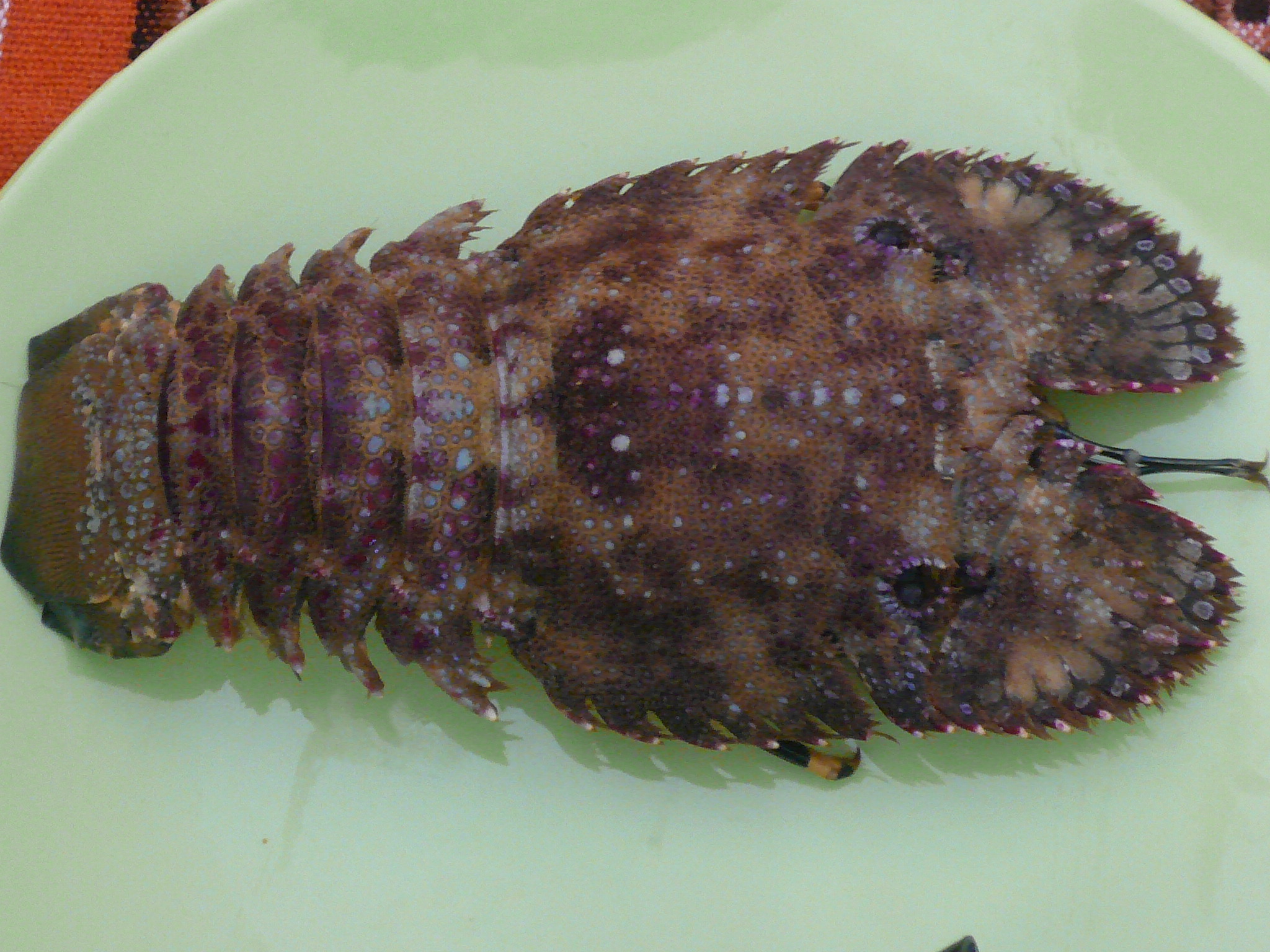
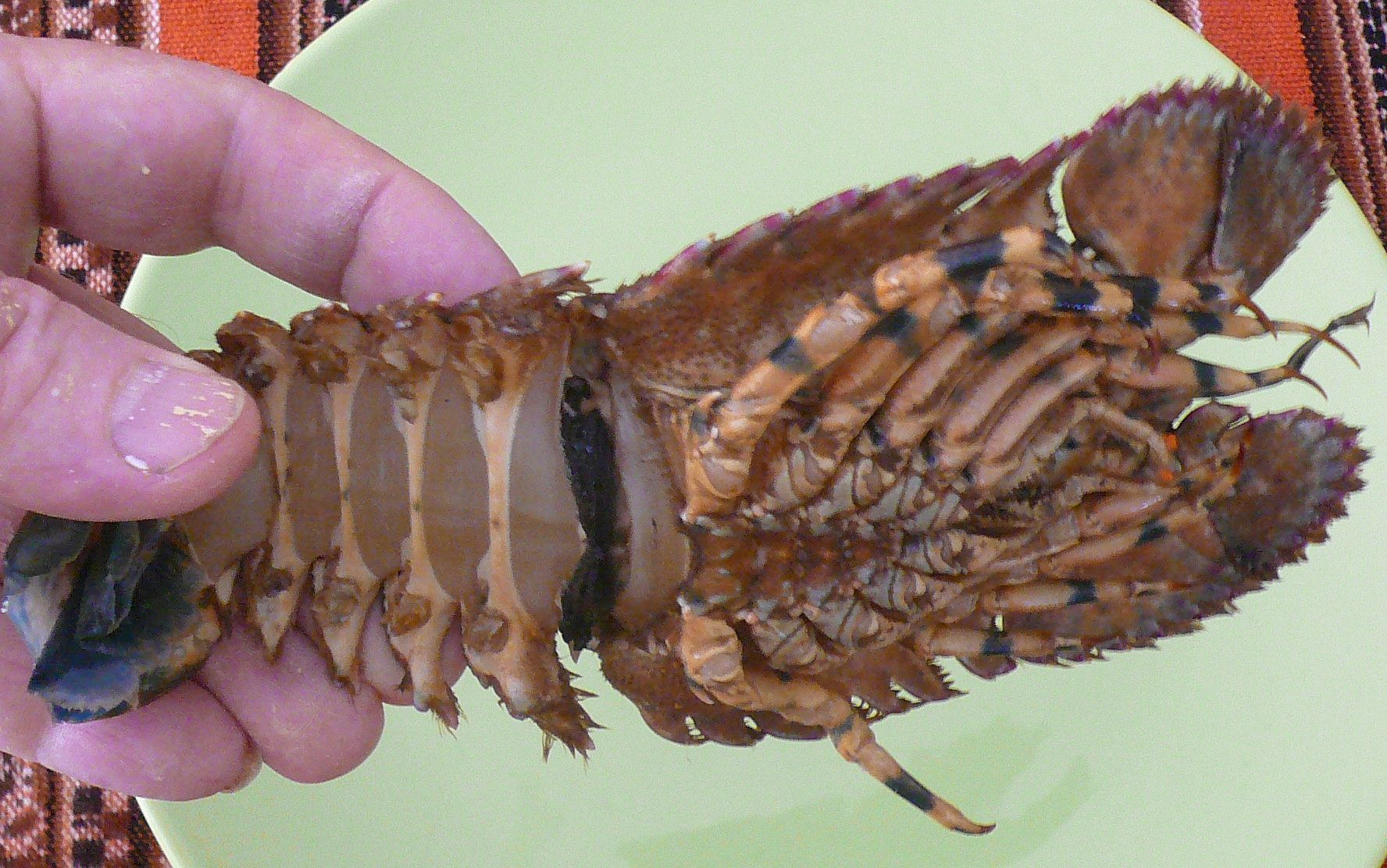
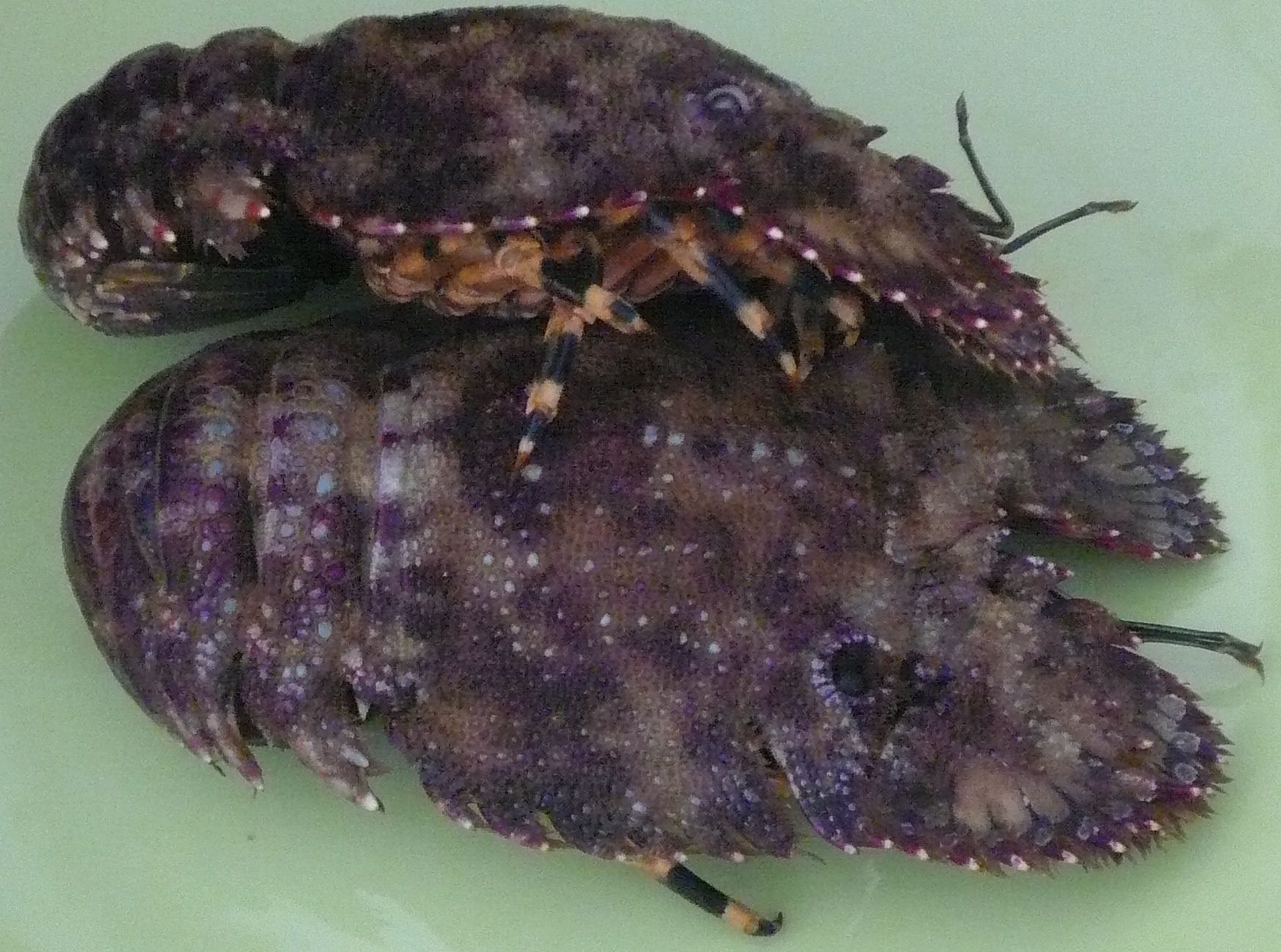
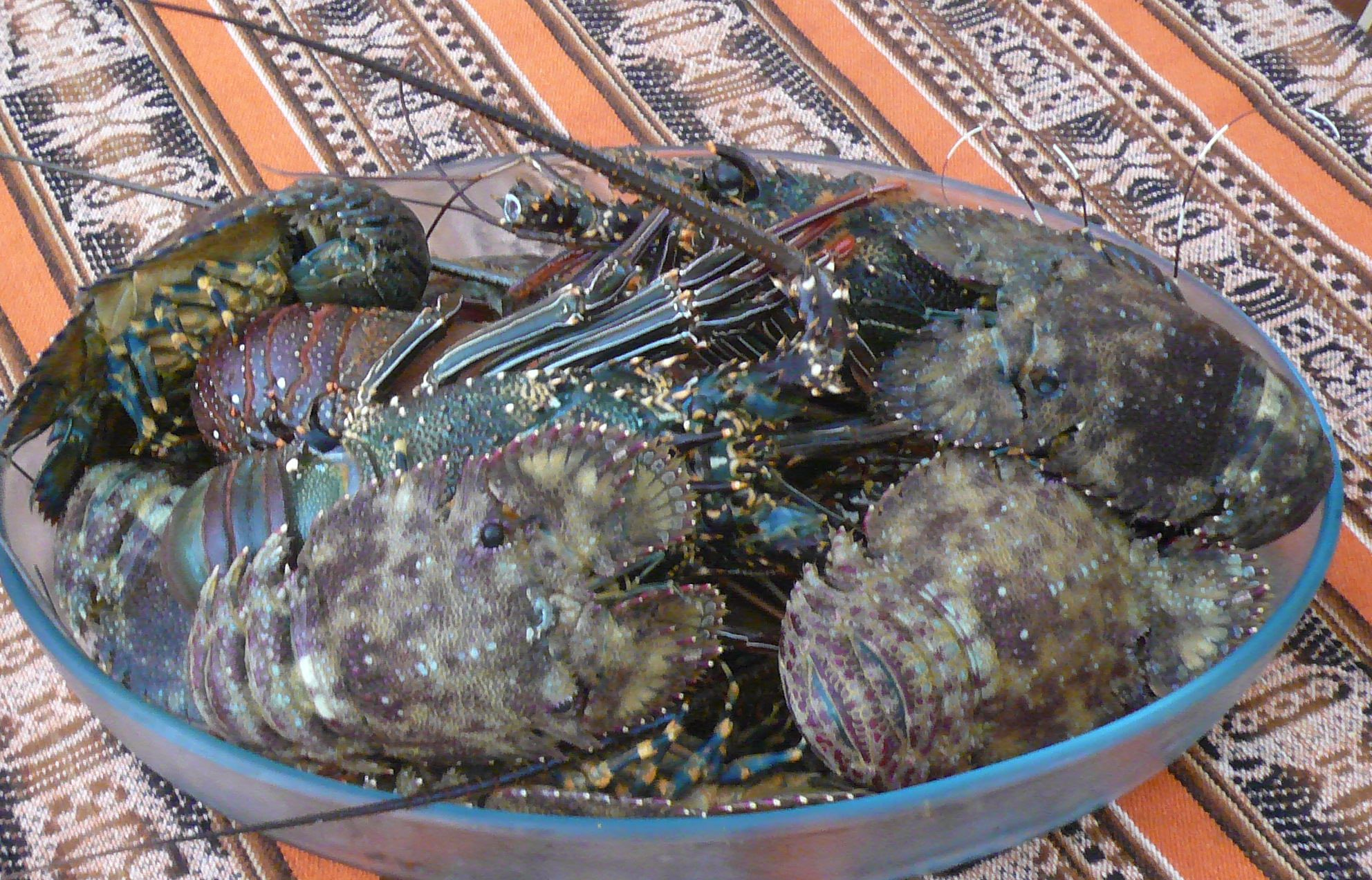